# Heinrich Friedrich Karl von Württemberg

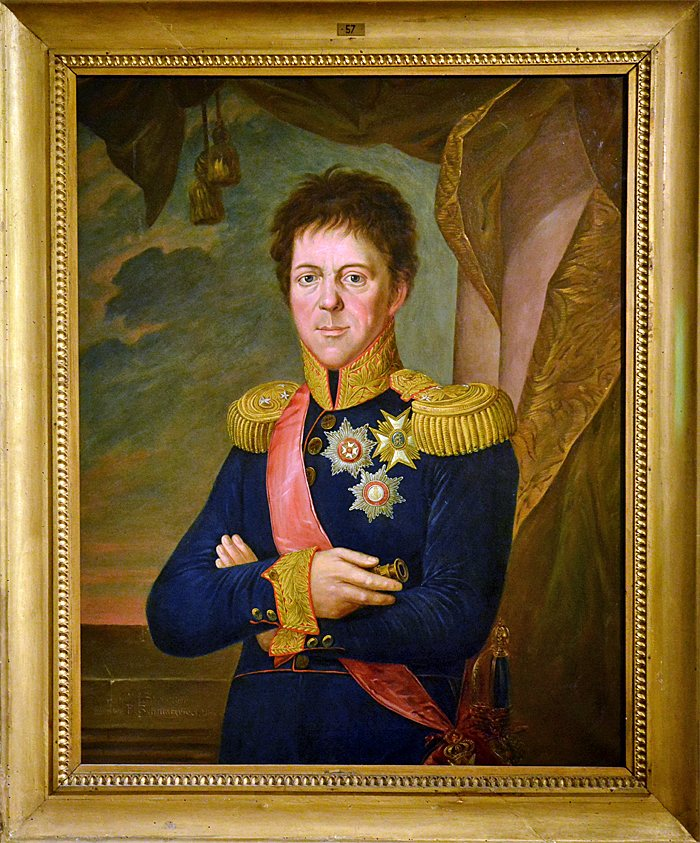
Heinrich Friedrich Karl von Württemberg auf einem Gemälde von Paul Schmalzried

Heinrich Friedrich Karl Herzog von Württemberg (* 3. Juli 1772 in Mömpelgard; † 28. Juli 1838 in Ulm) war ein Prinz des königlichen Hauses Württemberg. Seit 1802 lebte er unter Titel und Namen Graf von Sontheim.

## Leben
Heinrich Friedrich Karl war der jüngste Sohn des Herzogs Friedrich Eugen von Württemberg (* 1732; † 1797) aus dessen Ehe mit Friederike Dorothea Sophia, geb. Prinzessin zu Brandenburg-Schwedt und Prinzessin in Preußen (* 1736; † 1798), Tochter des Markgrafen Friedrich Wilhelm von Brandenburg-Schwedt. Er war ein Bruder des ersten württembergischen Königs, Friedrichs I., sowie der Zarin Maria Feodorowna.
Herzog Heinrich wuchs in seinem Geburtsort Mömpelgard auf, wo die Familie seines Vaters seit 1769 wohnte. Obgleich der Vater katholisch war, wurde Herzog Heinrich dem Wunsch der Landstände in Stuttgart gemäß im evangelisch-lutherischen Glauben der Mutter erzogen. Zudem erhielt er eine militärische Ausbildung. Wegen der Französischen Revolution 1789 verließ Herzog Heinrich mit seinen Eltern und Geschwistern den Ort seiner Kindheit und wohnte abwechselnd unter anderem in Berlin, Wien, Oels und Breslau.
Wie sein Vater trat er in den Dienst der Preußischen Armee. 1794 war er bereits Major und als solcher 1796 bei einem Kavallerieregiment in Breslau stationiert. Nach seiner Heirat 1798 quittierte er im Rang eines Obersts den preußischen Militärdienst. Er verwendete nun in der Öffentlichkeit den Namen Graf von Sontheim und lebte 1802 in Berlin, seit 1803 in Treptow an der Rega. Von 1808 bis 1822 war Herzog Heinrich im Rang eines Generalleutnants der Kavallerie Statthalter für Oberschwaben.  Seinen Dienstsitz nahm er im Kloster Wiblingen, wo auch eine ihm unterstellte Einheit der Württembergischen Armee stationiert war. 
Ab 1810 wohnte er in Ulm. Er beteiligte sich an Ulmer Jagdgesellschaften und Liederveranstaltungen und wurde in der dortigen bürgerlichen Gesellschaft rasch sehr beliebt.  1810 wurde er zum Großmeister der Freimaurerloge Asträa zu den drey Ulmen in Ulm gewählt, welcher er seit 1808 angehörte. Die Freimaurer übten offene Kritik am repressiven Absolutismus in Württemberg zur Zeit Napoleons. Das Verhältnis zu seinem Bruder, dem württembergischen König, war deshalb und wegen Streitigkeiten mit den Behörden, welche 1813 eskalierten, sowie Beleidigungen ab 1808 bis zum Tod des Königs 1816 zunehmend schwer belastet. Herzog Heinrich musste dem Königshof in jenen Jahren fernbleiben. 
Herzog Heinrich war ein passionierter Jäger. Er besaß ein eigenes Jagdrevier in der Nähe von Ulm und sammelte Geweihe sowie Jagd- und Forstkalender, des Weiteren auch Kupferstiche mit Motiven zur Jagd. Seine Betätigung war für ihn auch Anlass, sich mit wissenschaftlichen Fragen zu Jagd zu beschäftigen und zahlreiche Artikel in verschiedenen Forstzeitschriften zu veröffentlichen. Eine von ihm entwickelte Schlagflinte mit verbesserter Gewehrtechnik wurde 1824 in einer Zeitschrift vorgestellt. Herzog Heinrich besaß eine bedeutende Sammlung von Gewehren, die nach seinem Tod versteigert wurde.
Von 1819 bis zu seinem Tod war Herzog Heinrich als Prinz des Hauses Württemberg Mitglied in der Ersten Kammer der Württembergischen Landstände. Bis 1827 nahm er an den Sitzungen noch teil, danach erschien er jedoch nicht mehr im Landtag.

## Nachkommen
Herzog Heinrich heiratete ohne Genehmigung in morganatischer Ehe 1798 die Breslauer Schauspielerin Christine Caroline Alexei (* 1779; † 1853), welche 1807 den Titel einer Freifrau von Rottenburg und 1825 den einer Gräfin von Urach für sich und ihre Nachkommen erhielt. Wegen der nicht standesgemäßen Heirat verzichtete Herzog Heinrich 1807 für sich und seine Nachkommen auf die Thronfolge im Königreich Württemberg. Aus der Ehe gingen fünf Töchter hervor, wovon jedoch nur zwei erwachsen wurden:
- Marie (* 15. Dezember 1802 in Berlin; † 22. Januar 1882 in Kirchberg), heiratete am 26. Mai 1821 Fürst Karl Friedrich Ludwig zu Hohenlohe-Kirchberg (* 1780; † 1861)
- Alexandrine (* 18/19. Dezember 1803 in Treptow an der Rega; † 21./22. August 1884 in Baden-Baden), heiratete am 3. Juli 1830 in Ulm den Grafen Karl Arpeau de Gallatin (* 1802; † 1877), von dem sie sich 1843 scheiden ließ und danach wieder den Titel einer Gräfin von Urach führte.